# Scopula adornata
Scopula adornata är en fjärilsart som beskrevs av Louis Beethoven Prout 1907. Scopula adornata ingår i släktet Scopula och familjen mätare. Inga underarter finns listade.